# 大牟田熊野神社
大牟田熊野神社（おおむたくまのじんじゃ）は、福岡県大牟田市にある神社。

## 概要
安閑天皇3年（533年）土地豪族の鎮守神として祀られ、天長2年 (825年) 藤原師秀により、熊野本宮より分霊を配祀された。
祭神は大牟田市内最高峰である三池山の神を祀った三池宮の祭神伊邪那岐命・伊邪那美命であり、土地豪族の鎮守社として男女の祖先神を祀った際の名残であろうとされる。同時に三池宮の里宮としての役割を果たしていたことが推察される。
後に同社近辺では、文明元年（1469年）に伝治左衛門が神社正面の稲荷（とうか）山にて日本で初めて石炭を発見した。このことから同地域は採炭地として栄え、近代の国内産業の発展の一翼を担った。

## 交通
- 西鉄バス大牟田通町二丁目バス停留所より徒歩5分[1]